# Guillermo Gaviria Echeverri
Guillermo Gaviria Echeverri (Frontino, 10 de septiembre de 1923 - Medellín, 2 de septiembre de 2014) fue un empresario, ingeniero, periodista y político colombiano. Fue director del diario El Mundo.

## Biografía
Guillermo Gaviria era hijo de Jesús María Gaviria Benjumea y Sofía Echeverri Arias. Estudió en el Colegio San Ignacio de Medellín, estudió ingeniería civil y minas en la Universidad Nacional de Colombia. En su vida profesional fundó empresas como: Colanta, Uniban y Carbocol. En 1962, fue director de la Aeronáutica Civil, más tarde entró a la carrera de periodismo.
En 1974 fue elegido como Senador de la República por el Partido Liberal hasta el 1978. En 1979 era el Jefe del Departamento Administrativo de Aeronáutica Civil en el gobierno de Julio César Turbay.
En 1985 fue elegido como director del diario El Mundo hasta su muerte. Murió el 2 de septiembre de 2014 en Medellín.

En su honor fue bautizado con su nombre el túnel que acorta el tiempo de trayecto entre Medellín y la costa Caribe en Urabá, túnel más largo del continente.

## Vida personal
Guillermo Gaviria Echeverri contrajo matrimonio con Adela Correa en 1961 y tuvo ocho hijos, entre ellos, los políticos Guillermo Gaviria Correa, su hijo mayor, quien siendo gobernador de Antioquia, fue secuestrado y asesinado por las FARC-EP; Aníbal Gaviria, que ha sido alcalde de Medellín y dos veces gobernador de Antioquia; Sofía Gaviria, que se ha desempeñado como senadora de la república y embajadora en Suiza, y la periodista Irene Gaviria.